# John Michael Steiner

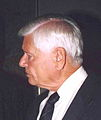
John Michael Steiner

John Michael Steiner (* 3. August 1925 in Prag; † 6. Mai 2014 in Novato, Kalifornien) war ein tschechisch-US-amerikanischer Soziologe und Holocaust-Forscher.

## Leben
Steiner wurde als Sohn des Bankprokuristen Kurt J. Steiner und seiner Ehefrau Ilse, geb. von Ornstein, geboren. Er wuchs in einem christlichen Elternhaus in Prag auf und besuchte einen englischen Kindergarten, eine deutsche Volksschule und das tschechische Neruda-Realgymnasium. Ein jüdischer Großvater wurde der Anlass für die Verfolgung durch die nationalsozialistischen Machthaber. Nach dem Attentat auf den stellvertretenden Reichsprotektor Reinhard Heydrich 1942 wurde Steiner verhaftet und in mehrere deutsche Konzentrationslager (Theresienstadt, Auschwitz-Birkenau, Blechhammer, Reichenbach) und zuletzt nach Dachau verschleppt, wo er 1945 von amerikanischen Truppen befreit wurde. Seine Mutter und andere Familienangehörige wurden in Auschwitz ermordet, sein Vater überlebte.
Nach Prag zurückgekehrt konnte er 1948 das Abitur ablegen und danach bis 1949 an der Karls-Universität Medizin studieren. Mit den neuen kommunistischen Machthabern kam er in politischen Konflikt, so dass er zeitweilig inhaftiert wurde. So verließ Steiner Prag und wanderte nach Australien aus, wo er an der Universität Melbourne Germanistik und Psychologie studierte und als Dolmetscher und Berater von Einwanderern tätig war. Das Studium beendete er 1952 mit dem B.A. Ein Stipendium ermöglichte 1952 die Reise in die USA, wo er an der Universität von Missouri, Columbia, 1955 den M.A. in Soziologie und Germanistik absolvierte und Lehrbefugnis erhielt. Anschließend engagierte er sich als Berater u. a. in einer staatlichen Anstalt für geistig Behinderte sowie in der kalifornischen Strafanstalt San Quentin. Von 1956 bis 1959 unterrichtete er an der School of Speech, University of California, Berkeley, und konnte sich zugleich auf die Promotion in Soziologie und Sozialpsychologie vorbereiten. 1958 wurde er US-Bürger.
Der Aufenthalt in Deutschland ab 1962 war geplant, um das Material für die Dissertation über die soziale Struktur und die zwischenmenschlichen Beziehungen in nationalsozialistischen Konzentrationslagern zu sammeln. Steiner war von 1963 bis 1964 freier Mitarbeiter im Freiburger Forschungsinstitut für Weltzivilisationen, dem späteren Arnold-Bergstraesser-Institut, und regte zugleich neue Ansätze der Rehabilitation von Straftätern in der Freiburger Strafanstalt durch Gruppentherapie (Group Counseling) an – in Zusammenarbeit mit dem Institut für Kriminologie und dem Psychologischen Institut der Universität Freiburg. Ein Stipendium der Alexander von Humboldt-Stiftung ermöglichte den Abschluss des ersten Forschungsvorhabens mit der Dissertation Power Politics and Social Change in National Socialist Germany. A Process of Escalation into Mass Destruction (Machtpolitik und sozialer Wandel im nationalsozialistischen Deutschland. Ein Prozess der Eskalation in die Massenvernichtung). Die Promotion wurde durch den emeritierten Soziologen Eduard Baumgarten in Freiburg betreut. Im Jahr 1968 wurde Steiner als Professor of Sociology an die Sonoma State University, California, berufen, wo er bis zu seiner Emeritierung 1997 lehrte. Dort traf er auf den Mithäftling aus Dachau Paul Benko und auf George A. Jackson, der als 22-jähriger Leutnant der US Army an der Befreiung des Konzentrationslagers mitgewirkt hatte, beide waren inzwischen ebenfalls Hochschullehrer in Rohnert Park.
Anschließende Forschungsvorhaben in Deutschland und Österreich wurden durch Stipendien der Fulbright-Kommission 1974/1975 und der Alexander von Humboldt-Stiftung 1981/1982 gefördert. Steiner erhielt 2004 in Würdigung seiner Forschung das Bundesverdienstkreuz.

## Werk
Steiner gehörte zu den wenigen Holocaust-Überlebenden, die in ihrer späteren Forschung als Soziologen oder Psychologen direkten Kontakt zu den Tätern in den Konzentrationslagern suchten. Mit inhaftierten KZ-Aufsehern und zahlreichen Angehörigen der SS und Waffen-SS hoher und einfacherer Dienstgrade führte er Interviews zu ihrer Biographie und ihrer Funktion im NS-Staat, wobei er seine Identität als Auschwitz-Überlebender nur bei direkter Nachfrage einräumte. Diese Interviews, beispielsweise mit dem „Henker von Buchenwald“ Martin Sommer, und viele autobiographische Texte sind als Transkripte, teils auch als Video, erhalten. Ein Teil dieses Materials befindet sich im Holocaust Center in Washington. Auf vielfältige Weise fand Steiner Zugang zu anderen Personen und Zeitzeugen, z. B. Felix Steiner und Karl Wolff (jeder ein General der Waffen-SS und SS-Obergruppenführer), Hitlers Sekretärin Christa Schroeder und Albert Speer.
Diese Forschung über die Sozialpsychologie der Täter und das Thema Autoritäre Persönlichkeit im Nachkriegsdeutschland waren aus mehreren Gründen schwierig, denn fast ausnahmslos vermieden die deutschen Soziologen und Psychologen die eigentlich naheliegende empirische Forschung zu diesem Thema, die angesichts des Lebensalters der Beteiligten so dringend war. Ermutigt wurde Steiner durch Erich Fromm, der wesentlichen Anteil an der sozialpsychologischen Theorie des autoritären Charakters (autoritäre Persönlichkeit) hatte. Unterstützung fand er bei dem Generalstaatsanwalt in Hessen Dr. Fritz Bauer und dem Ministerialbeamten Dr. Heinz Meyer-Velde sowie dem Kriminologen Prof. Armand Mergen. Der Namensvetter Felix Steiner, General der Waffen-SS, sowie andere Generäle halfen dem „amerikanischen Professor“ (nicht wissend, dass er Auschwitz-Überlebender war), mehrere Hundert Mitglieder der Waffen-SS und der Wehrmacht zu finden, die zwischen 1962 und 1966 bereit waren, einen Fragebogen auszufüllen. I was invited as guest of honour to an annual SS-Kameradschaftstreffen of 1200 former members of the SS and their families in Nassau, Hessen, which lasted for three days. Ironically, I was asked to give a short address which, under the circumstances, was a somewhat difficult task” (an  Erich Fromm am 10. November 1975, aus dem Nachlass Steiners). Steiner war seinerseits Berater des vieldiskutierten Stanford Prison-Experiment des kalifornischen Sozialpsychologen Philip Zimbardo.
Die Interviews ergaben Einblicke in typische Muster der persönlichen und familiären Vorgeschichte, in Lebensläufe und Motive, sich zur SS oder Waffen-SS zu melden, Angehöriger eines Totenkopfverbandes (KZ-Bewachung) oder der Gestapo zu werden. Außerdem fand er Hinweise, dass diese Organisationen relativ durchlässig waren, d. h. Meldungen oder Versetzungen zwischen den Organisationen und Eingliederungen nicht unüblich waren. Ein zweites Projekt – mittels Fragebogen – galt dem Vergleich der sozioökonomischen Daten sowie vor allem der sozialen und politischen Einstellungen, insbesondere der typischen Merkmale der „autoritären Persönlichkeit“, bei Angehörigen der Waffen-SS und SS und Angehörigen der Wehrmacht.
Die ehemaligen Angehörigen der Waffen-SS und SS unterschieden sich von jenen der Wehrmacht in ihrer politischen Überzeugung und Wertorientierung. Im Durchschnitt äußerten jene sich stärker autoritätsbezogen, konformistisch und gehorsam, intolerant, engstirnig und rigide, u. U. latent feindselig. Auch zwanzig Jahre nach Kriegsende und ca. dreißig Jahre nach der freiwilligen Meldung oder der Rekrutierung dieser Männer existierten typische Einstellungen, die auf relativ überdauernde Dispositionen schließen lassen. Diese Merkmale der autoritären Persönlichkeit wurden hier nur auf der Ebene der Einstellungen erfasst und müssen im Kontext des Gehorsamkeitsverhaltens diskutiert werden: Unter welchen situativen Bedingungen und Gehorsamkeitsanforderungen werden individuelle Unterschiede der Autoritarismus-Disposition so geweckt, dass aus Konformismus und latenter Feindseligkeit manifeste Gewalttätigkeit wird? Die politische Realität des Nationalsozialismus hat diese Eskalation systematisch herbeigeführt (siehe Steiner 1976, 1980, 2000).
Andere Arbeiten Steiners galten der „Fragmentierung des Gewissens“, d. h. der Spaltung der Wertmaßstäbe zwischen der brutalen Gewalt und dem friedlichen Familienleben, wie es von mehreren der herausragenden Täter berichtet wurde, und den beeindruckenden Beispielen eines ideologischen Umbruchs von rechtsextremer zu linksextremer Haltung. Ihn bewegte die existenziell schwierige Tatsache, dass Überlebende in den Konzentrationslagern auf fatale Weise in Einzelheiten des Geschehens verstrickt waren, also manchmal nur überleben konnten, wenn andere starben.
Steiner trug bedeutsame Ergebnisse und Einsichten bei zum Verständnis der nationalsozialistischen Weltanschauung und zur sozialpsychologischen Analyse von autoritärer Persönlichkeit, situativen Bedingungen und Manifestationen destruktiver Gewalt. Im Sinne seiner Aufklärung über die Bedingungen und auslösenden Situationen autoritären und destruktiven Verhaltens hielt Steiner zahlreiche Vorträge und gab Interviews im Fernsehen und Rundfunk, schrieb in Zeitungen und sprach als Zeitzeuge in Schulen. Er gründete das Holocaust Center, Sonoma State University, Calif., USA. Sein Engagement ist auch in der mehrfach wiederholten, vierteiligen Dokumentation „Gesichter des Bösen“  (SPIEGEL-TV, 2009, und ZDF Mediathek) zu erkennen: als direkter Zeitzeuge und als wissenschaftlicher Kommentator.

## Veröffentlichungen (Auswahl)
- Group Counseling im Erwachsenenvollzug. In: Monatsschrift für Kriminologie und Strafrechtsreform. Band 49, 1966, S. 160–172.
- Totalitarian Institutions and German Bureaucracy. In: Exerpta Criminologica. Vol. 8, 1968, S. 295–304.
- Bureaucracy, Totalitarianism, and Political Crime. In: Essays in Honor of Armand Mergen. Kriminalistik-Verlag, Hamburg 1969, S. 31–53.
- mit Jochen Fahrenberg: Die Ausprägung autoritärer Einstellung bei ehemaligen Angehörigen der SS und der Wehrmacht: Eine empirische Studie. In: Kölner Zeitschrift für Soziologie und Sozialpsychologie. Band 22, 1970, S. 551–566.
- Power Politics and Social Change in National Socialist Germany. A Process of Escalation into Mass Destruction. Mouton, The Hague, Netherlands 1975, ISBN 90-279-7651-1.
- mit Stuart C. Hadden und Len Herkomer: Price Tag Switching. In: L. G. Toornvliet (Hrsg.): Criminology between the Rule of Law and the Outlaws. Kluwer, Deventer, The Netherlands 1976, S. 173–185.
- Power, Ideology, and Crime. In: St. Schafer (Hrsg.): Readings in Contemporary Criminology. Reston Publishing C., Reston, Virginia 1976, S. 90–100.
- mit Günter Bierbrauer (übersetzt und herausgegeben): Das Stanford-Gefängnisexperiment. Eine Simulationsstudie über die Sozialpsychologie der Haft. 3. Auflage. Santiago Verlag, Goch 2010, ISBN 978-3-9806468-1-9. (inkl. DVD) (Nachdr. d. Ausg. Goch 1983)
- The SS yesterday and today: A Sociopsychological View. In: Joel E. Dimsdale (Hrsg.): Survivors, Victims, and Perpetrators: Essays on the Nazi Holocaust. Hemisphere Publishing Corporation, New York 1980, ISBN 0-89116-145-7, S. 405–456.
- Über das Glaubensbekenntnis der SS. In: K. D. Bracher, M. Funke, H.-A. Jacobsen (Hrsg.): Nationalsozialistische Diktatur 1933–1945. Eine Bilanz. Droste Verlag, Düsseldorf 1983, S. 206–223.
- Reflections on Experiences in Nazi Death Camps. Slave Laborer at the Blechhammer (Ehrenforst) Synfuel Plant. In: Siegwald Ganglmair (Hrsg.): Dokumentationsarchiv des Österreichischen Widerstandes. Jahrbuch 1996, S. 57–78.
- mit Jobst Freiherr von Cornberg: Willkür in der Willkür: Hitler und die Befreiungen von den antisemitischen Nürnberger Gesetzen. In: Vierteljahrshefte für Zeitgeschichte. Heft 2, 1998, S. 143–187.
- mit Jochen Fahrenberg: Autoritäre Einstellung und Statusmerkmale von ehemaligen Angehörigen der Waffen-SS und SS und der Wehrmacht. Eine erweiterte Reanalyse der 1970 publizierten Untersuchung. In: Kölner Zeitschrift für Soziologie und Sozialpsychologie. Band 52, 2000, S. 329–348.
- The Role Margin as the Site for Moral and Social Intelligence: The Case of Germany and National Socialism. In: Crime, Law & Social Change. Vol. 34, 2000, S. 61–75.
- „Er war ja nicht so ...“: Adolf Hitler entlässt persönlich am 25. Januar 1942 Amalia Hoisl, Häftling Nr. 2054, aus dem Ravensbrücker Außenlager Comthurey. Interview mit Amalia Hoisl im Sommer 1997, 1998 und 1999 in Klagenfurt und Guttaring, Kärnten. In: S. Ganglmaier (Hrsg.): Dokumentationsarchiv des Österreichischen Widerstandes. Wien, Jahrbuch 2000, S. 45–86.
- Jochen Fahrenberg, John M. Steiner: Adorno und die autoritäre Persönlichkeit. In: Kölner Zeitschrift für Soziologie und Sozialpsychologie. Band 56, 2004, S. 127–152.
- Begegnungen und Erkenntnisse eines Auschwitz-Überlebenden. In: Manfred Mayer, Förderverein Erinnerungsstätte für die Freiheitsbewegungen in der Deutschen Geschichte (Hrsg.): … und wir hörten auf, Mensch zu sein: Der Weg nach Auschwitz, mit 170 bisher meist unveröffentlichten Bilddokumenten aus der Sammlung Wolfgang Haney, im Auftrag des Bundesarchivs. Schöningh, Paderborn 2005, ISBN 3-506-72886-5, S. 88–91.